# Pygospila imperialis
Pygospila imperialis là một loài bướm đêm trong họ Crambidae.